# 焦佑鈞
焦佑鈞（英文名：Arthur Chiao，1956年12月23日—），生於台灣台北市，籍貫江蘇江陰，台灣企業家，為華新麗華集團創辦人焦廷標的長子，曾任華新麗華董事長、台灣區電機電子工業同業公會理事長，現任華邦電子董事長、新唐科技董事長。

## 生平
焦佑鈞為家中長子，其弟焦佑倫、焦佑衡、焦佑麒，其妹焦佑慧。曾就讀私立復興小學、復興中學初中部，與其妻國立臺灣大學數學系系友靳蓉、富邦金控董事長蔡明忠等人是同學。高中就讀建國中學，與畫家楊恩生是同學。
1978年，畢業於國立交通大學電信工程學系，之後出國留學，取得華盛頓大學電機工程學碩士。1981年，回台灣，進入華新麗華。1982年，與靳蓉結婚，婚後生有三女。
1986年，焦廷標身體狀況轉差，焦佑鈞接任華新麗華董事長，其弟焦佑倫擔任總經理。焦廷標不負責華新麗華日常營運，只負責大方向決策。
1987年，焦廷標創辦華邦電子。因焦佑鈞、焦佑倫兄弟間的理念不盡相同，焦廷標將華邦電子交給焦佑鈞，華新麗華交給焦佑倫。